# Cooper Barnes
Cooper Barnes, född 15 april 1979 i Sheffield, är en brittiskfödd amerikansk skådespelare. Barnes, som är uppvuxen i den amerikanska småstaden Northville i delstaten Michigan, är mest känd för rollen som Ray Manchester / Kapten Man i Nickelodeon-serien Henry Danger. Han har också medverkat i en del andra TV-serier, såsom Jessie, Kickin' It, Cold Case, Suburgatory, och Switched at Birth.

## Filmografi (i urval)

### Filmer
- 2010 – The Perfect Host
- 2013 – Escape from Planet Earth

### TV-serie
- 2007 – Californication (TV-serie)
- 2009 – Cold Case (TV-serie)
- 2011 – Victorious (TV-serie)
- 2012 – Lycka till Charlie! (TV-serie)
- 2012 – Par i kungar (TV-serie)
- 2013 – Switched at Birth (TV-serie)
- 2013 – Kickin' It (TV-serie)
- 2013 – Jessie (TV-serie)
- 2014 – Suburgatory (TV-serie)
- 2014–2020 – Henry Danger (TV-serie)
- 2016 – The Mindy Project (TV-serie)
- 2017 – Lugn i stormen (TV-serie)
- 2018 – Kid Dangers äventyr (TV-serie)
- 2019 – All that (TV-serie)
- 2020–2023 – Danger Force (TV-serie)